# Illya Marchenko
Illya Marchenko, en ukrainien : Ілля Васильович Марченко, né le 8 septembre 1987 à Dniprodzerjynsk, est un joueur de tennis ukrainien, professionnel depuis 2006.

## Biographie
Illya Marchenko commence à jouer au tennis à l'âge de 7 ans. Sa surface préférée est le dur ainsi que les terrains en indoor. Habitant Donetsk, il choisit de quitter les conflits en Ukraine en 2015 pour s'installer à Bratislava.
Il a remporté 6 tournois sur le circuit Challenger en simple : Istanbul en 2009, Penza en 2012, Brescia en 2014, Mons en 2015, Recanati 2016 et Izmir en 2017 ; et 2 en double : Orléans en 2013 avec Serhiy Stakhovsky et Brescia en 2014 avec Denys Molchanov.
Membre de l'équipe d'Ukraine de Coupe Davis depuis 2008, il a joué les barrages du groupe mondial en 2009 et 2014.

## Carrière
Il rencontre ses premiers succès sur le circuit Challenger dès 2008 avec une demi-finale à Izmir après avoir battu Kei Nishikori, puis une finale à Boukhara face à Denis Istomin. En février 2009, il se qualifie pour la première fois dans le tableau final d'un tournoi ATP à Marseille. Il se révèle sur le circuit ATP au mois d'octobre en atteignant les demi-finales à Moscou grâce à des succès sur Andrey Golubev et Evgeny Korolev. Il s'incline ensuite contre Janko Tipsarević. Cette même année, il remporte le tournoi d'Istanbul et participe à deux autres finales à Penza et Astana.
Il intègre pour la première fois le top 100 en février 2010 après avoir atteint le second tour à l'Open d'Australie et s'être qualifié pour les quarts de finale du tournoi de Zagreb. Il réalise la même performance à Marseille en disposant d'Olivier Rochus en huitièmes. En mars, il remporte son premier match dans un Masters 1000 contre Paul-Henri Mathieu à Miami. Il atteint également les quarts de finale à Eastbourne sur gazon ainsi que les huitièmes de finale à Washington et à New Haven. En fin d'année, il participe à sa seconde demi-finale sur le circuit, cette fois-ci à Saint-Pétersbourg.
En 2011, hormis une victoire sur Ernests Gulbis (33e) à Belgrade, il enchaîne les contre-performances et termine sa saison au-delà de la 200e place. Il retourne ainsi sur le circuit Challenger et participe à quatre finales en 2012. Classé 440e à l'été 2012, il atteint la 118e place un an plus tard grâce à ces bons résultats. Il renoue avec les tournois ATP pendant l'été 2014 en se qualifiant notamment pour le second tour de l'US Open.
En 2015, pour la première fois depuis cinq ans, il se qualifie pour les quarts de finale d'un tournoi ATP à Bois-le-Duc après avoir écarté João Sousa (44e mondial) au second tour. Il élimine également Gaël Monfils au premier tour de l'US Open sur abandon de ce dernier au 3e set. Au mois d'octobre, sa victoire à l'Ethias Trophy marque son retour dans le top 100. En janvier 2016, il bat son premier joueur du top 10 en s'imposant contre le 7e mondial David Ferrer au premier tour du tournoi de Doha où il se qualifie ensuite pour les demi-finales grâce à sa victoire sur Jérémy Chardy (31e). En février, il participe aux quarts de finale du tournoi d'Acapulco. Après deux finales dans des tournois Challenger, il atteint pour la première fois de sa carrière les huitièmes de finale d'un Grand Chelem à l'US Open. Il profite notamment de l'abandon de Nick Kyrgios au 3e tour (4-6, 6-4, 6-1, ab.). Sa saison 2017 est marquée par un nouveau titre à Izmir, mais aussi une opération à la jambe droite.

## Parcours dans les tournois duGrand Chelem

### En simple
| Année | Open d'Australie | Open d'Australie | Internationaux de France | Internationaux de France | Wimbledon       | Wimbledon        | US Open         | US Open       |
| ----- | ---------------- | ---------------- | ------------------------ | ------------------------ | --------------- | ---------------- | --------------- | ------------- |
| 2010  | 2e tour (1/32)   | N. Davydenko     | 1er tour (1/64)          | P. Starace               | 2e tour (1/32)  | Forfait          | 1er tour (1/64) | Marin Čilić   |
| 2011  | 2e tour (1/32)   | Andy Murray      | —                        | —                        | 1er tour (1/64) | Kevin Anderson   | —               | —             |
| 2012  | 1er tour (1/64)  | S. Stakhovsky    | —                        | —                        | —               | —                | —               | —             |
| 2013  | —                | —                | 1er tour (1/64)          | Kevin Anderson           | —               | —                | —               | —             |
| 2014  | —                | —                | —                        | —                        | —               | —                | 2e tour (1/32)  | Marin Čilić   |
| 2015  | 1er tour (1/64)  | Milos Raonic     | 1er tour (1/64)          | Carlos Berlocq           | —               | —                | 2e tour (1/32)  | S. Stakhovsky |
| 2016  | 1er tour (1/64)  | Omar Jasika      | 1er tour (1/64)          | Víctor Estrella          | 1er tour (1/64) | Julien Benneteau | 1/8 de finale   | S. Wawrinka   |
| 2017  | 1er tour (1/64)  | Andy Murray      | —                        | —                        | 1er tour (1/64) | Jiří Veselý      | —               | —             |

N.B. : à droite du résultat se trouve le nom de l'ultime adversaire.

## Parcours dans lesMasters 1000
| Année | Indian Wells         | Miami                 | Monte-Carlo | Rome | Madrid | Canada              | Cincinnati | Shanghai | Paris                  |
| ----- | -------------------- | --------------------- | ----------- | ---- | ------ | ------------------- | ---------- | -------- | ---------------------- |
| 2010  | —                    | 2e tour T. Robredo    | —           | —    | —      | 1er tour N. Almagro | —          | —        | 1er tour S. Stakhovsky |
| 2011  | 1er tour Tim Smyczek | —                     | —           | —    | —      | —                   | —          | —        | —                      |
| 2016  | 2e tour S. Wawrinka  | 1er tour A. Mannarino | —           | —    | —      | —                   | —          | —        | 1er tour J.-L. Struff  |

N.B. : sous le résultat se trouve le nom de l’ultime adversaire.

## Classement ATP en fin de saison
| Année          | 2006 | 2007 | 2008 | 2009 | 2010 | 2011 | 2012 | 2013 | 2014 | 2015 | 2016 | 2017 |
| Rang en simple | 446  | 510  | 222  | 120  | 81   | 228  | 160  | 155  | 143  | 94   | 74   | 198  |

Source : (en) Classements de Illya Marchenko sur le site officiel de la Fédération internationale de tennis